# Sny o potędze
Sny o potędze (fr. Narco) – francuska komedia obyczajowa z 2004 roku.

## Zarys fabularny
Narkoleptyk Gus zapadający w sen w momentach silnego stresu w marzeniach sennych wciela się w bohaterów filmowych, takich jak Jean-Claude Van Damme. Jego żywe sny inspirują go do tworzenia komiksu jako sztuki niezwykle wysokiej jakości. Gus zgłasza się do psychiatry Samuela Pupkina, który prowadzi terapię grupową. Pupkin jest motywowany chciwością, zazdrością, pragnieniem sławy i spisku.

## Główne role
- Guillaume Canet – Gus (Gustave Klopp)
- Jean-Pierre Cassel – ojciec Gusa
- Jean-Claude Van Damme – Jean-Claude Van Damme w fantazjach Lenny’ego Bara